# الخطوط الجوية سواريا

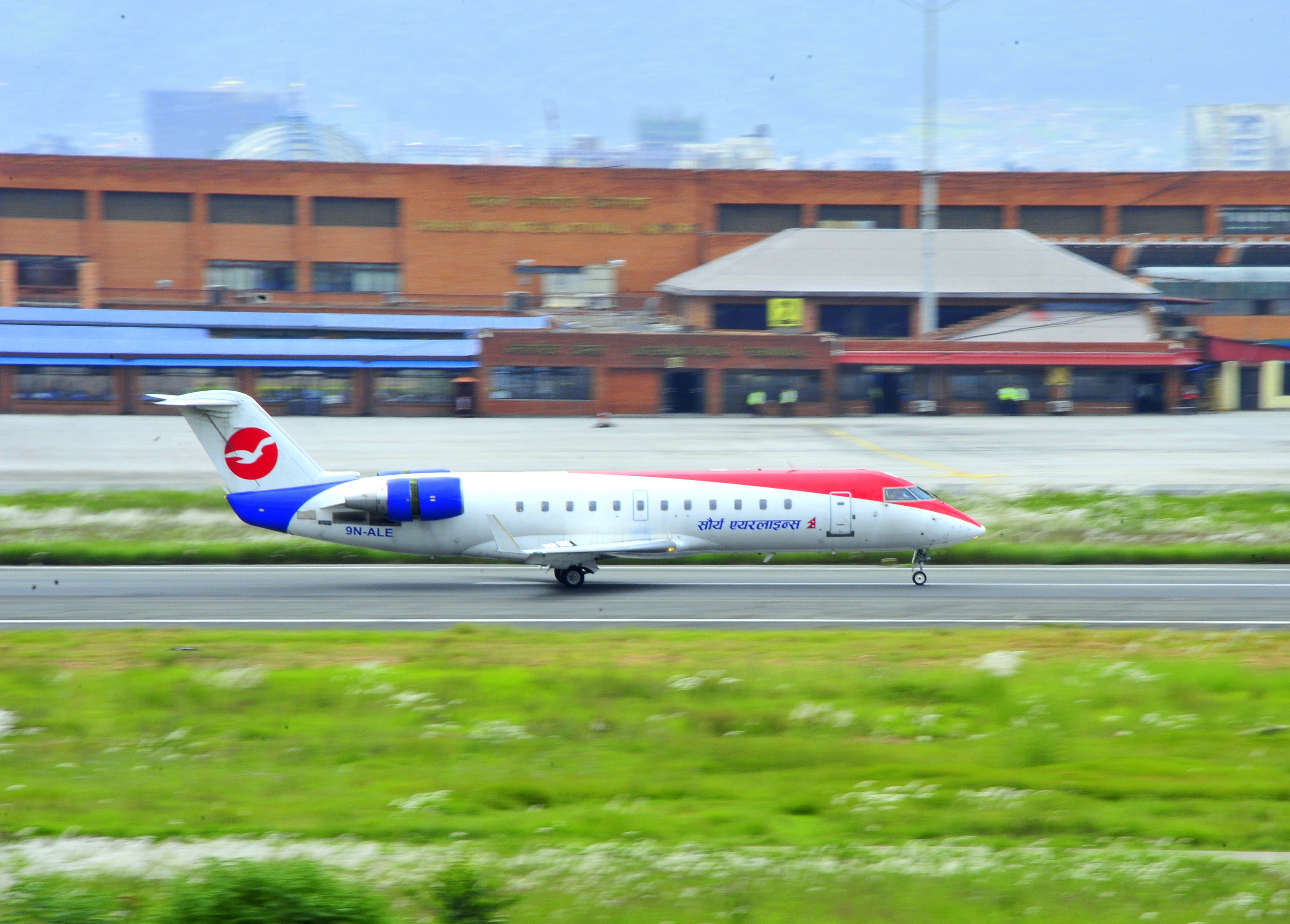
تهبط طائرة الخطوط الجوية سواريا سي آر جيه 200 في مطار تريبوفان الدولي

خطوط سواريا الجوية (بالنيبالية: सौर्य एयरलाईन्स)‏ هي شركة طيران مقرها في كاتماندو ، نيبال.
تخدم شركة الطيران خمس وجهات اعتبارًا من أغسطس 2017، عبر ثلاث مقاطعات في نيبال من مركزها في مطار تريبوفان الدولي، وتشغل الخطوط أسطولًا من طائرات سي آر جيه 200.
وكانت شركة سواريا الجوية أول شركة طيران تُشغل بومباردييه سي آر جيه في نيبال، وأصبحت أيضًا ثاني شركة طيران في نيبال بعد طيران كوزميك تُشغل طائرة ذات محرك نفاث على الطرق المحلية.